# Aiello del Sabato
Aiello del Sabato, (Ajello d'o Sabbato en el dialecte de la Campània) és un municipi situat al territori de la província d'Avellino, a la regió de la Campània (Itàlia). Limita amb els municipis d'Atripalda, Avellino, Cesinali, Contrada, San Michele di Serino, Serino i Solofra. Pertanyen al municipi les frazioni de Sabina, San Raffaele i Tavernola San Felice.
Segons cens de 2021 te una població de 2.498 habitants en una superfície de 1.117 km².